# کلودیو مدینا
کلودیو مدینا (انگلیسی: Claudio Medina؛ زادهٔ ۴ سپتامبر ۱۹۹۳) بازیکن فوتبال اهل اسپانیا است.